# Alistál
Alistál (szlovákul Dolný Štál, 1948-1990 között Hroboňovo) község Szlovákiában, a Nagyszombati kerület Dunaszerdahelyi járásában. Felistál (szlovákul Horný Štál) és Tőnye (szlovákul Tône) tartozik hozzá.

## Fekvése
Dunaszerdahelytől 10 km-re délkeletre, a Csallóközben fekszik.

## Élővilága

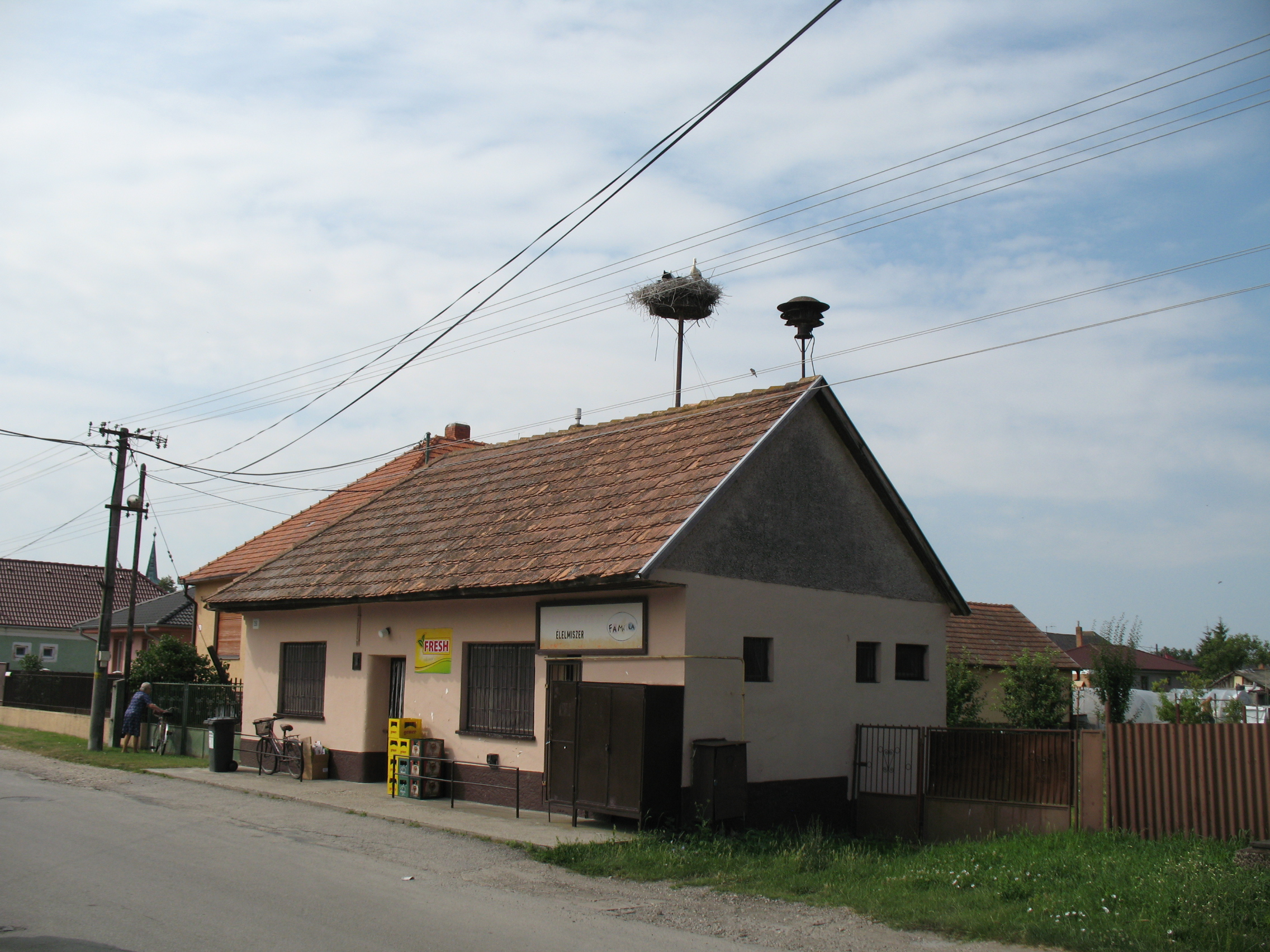
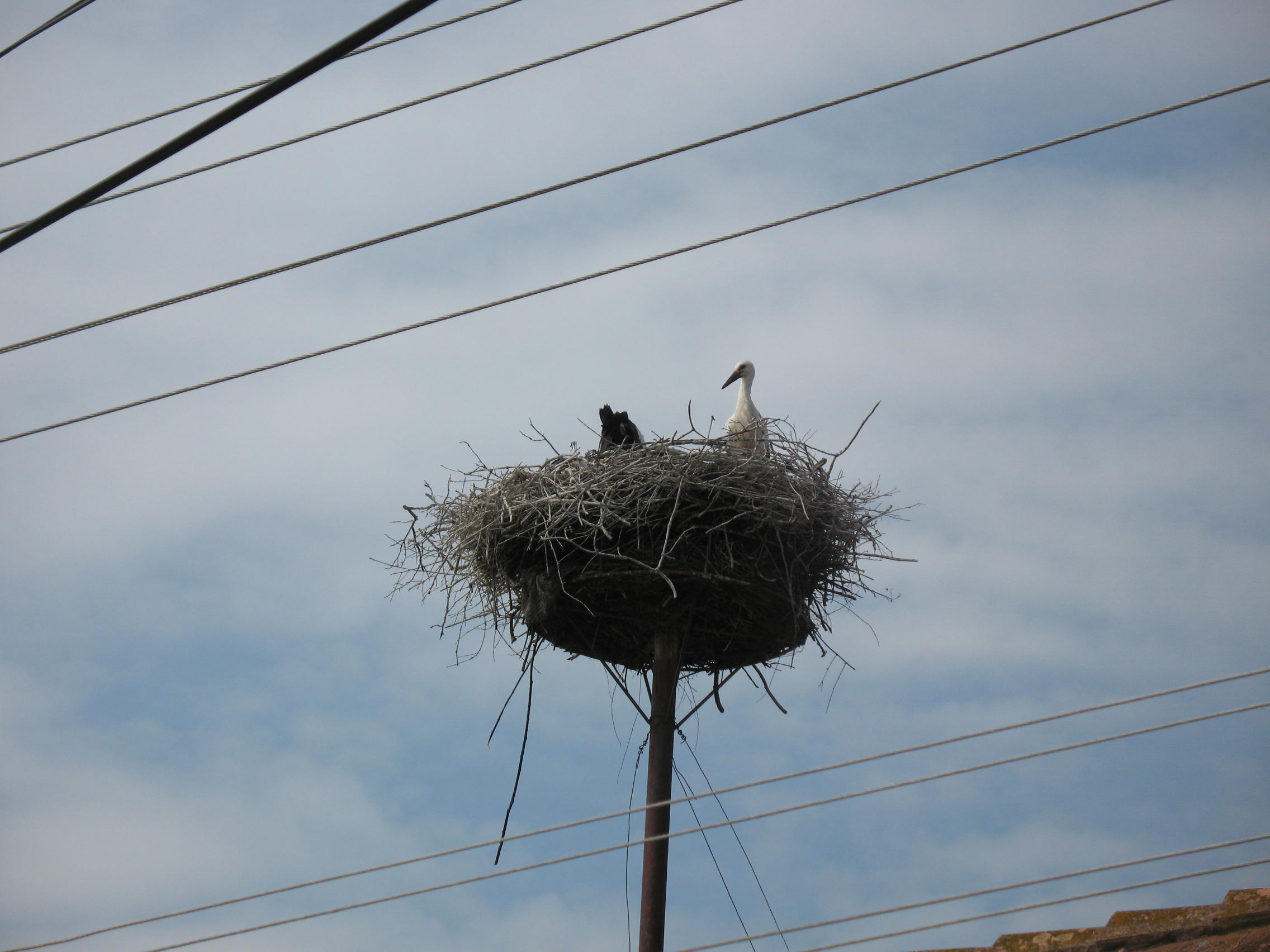
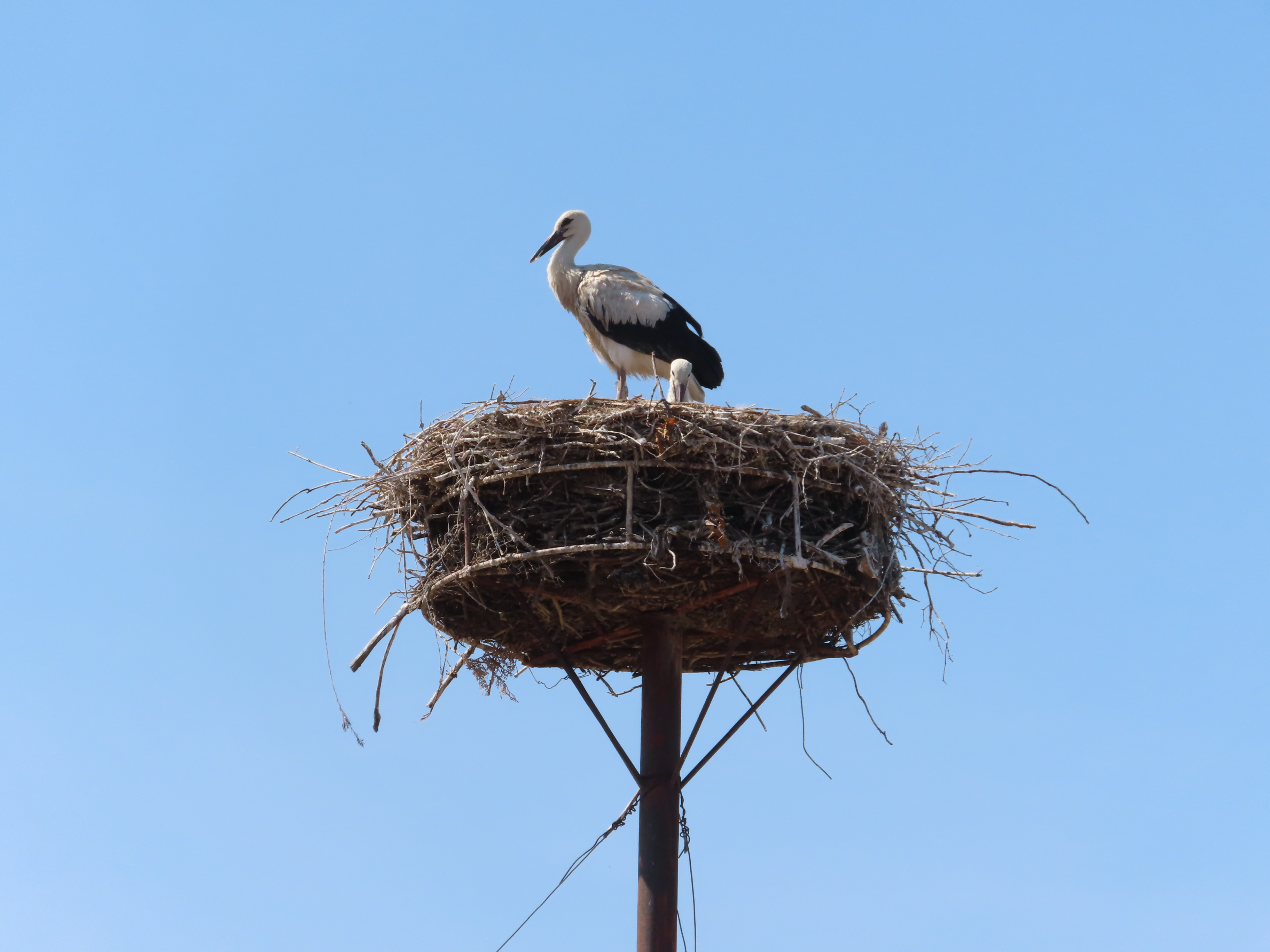
2022
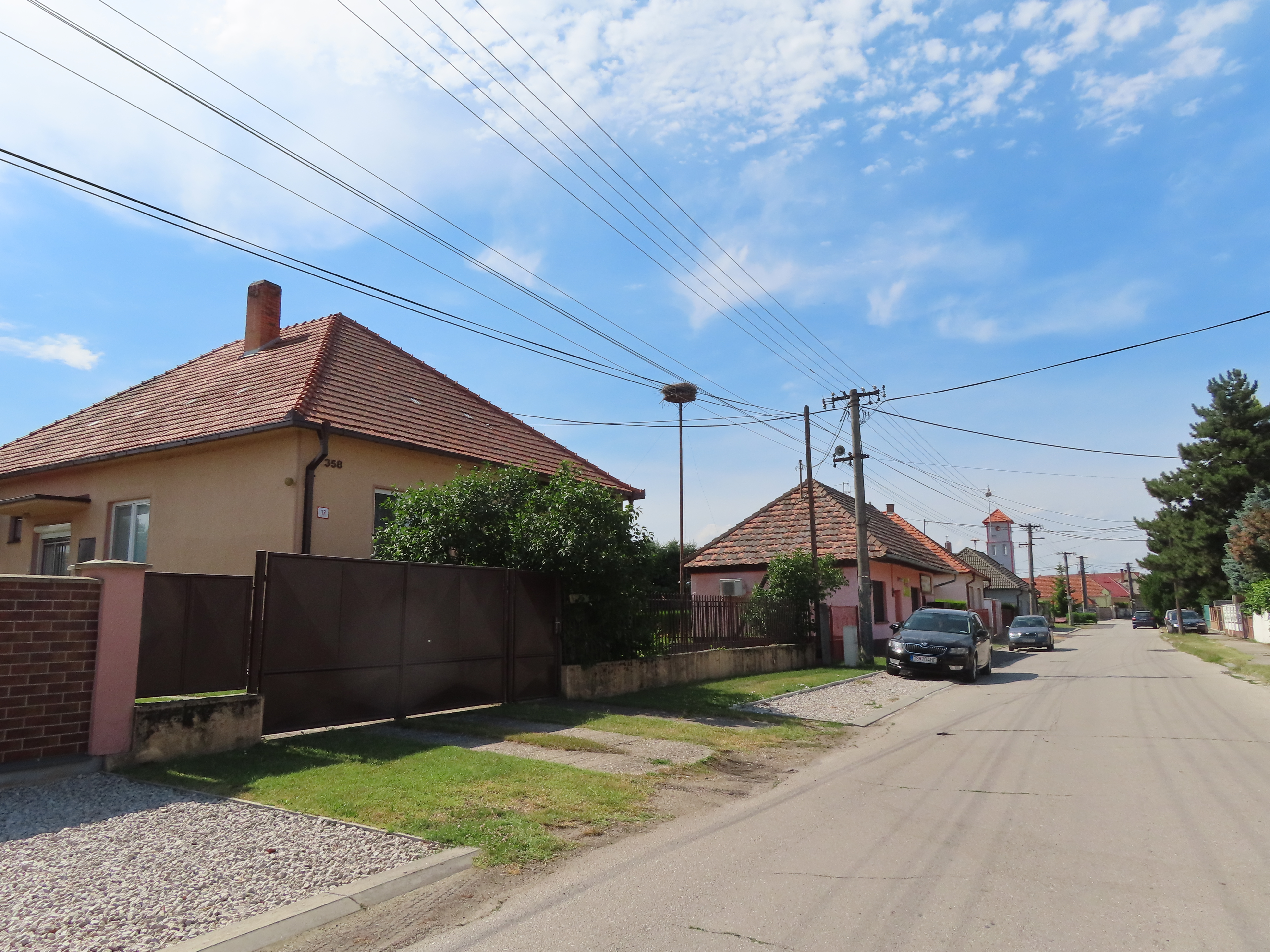
2023
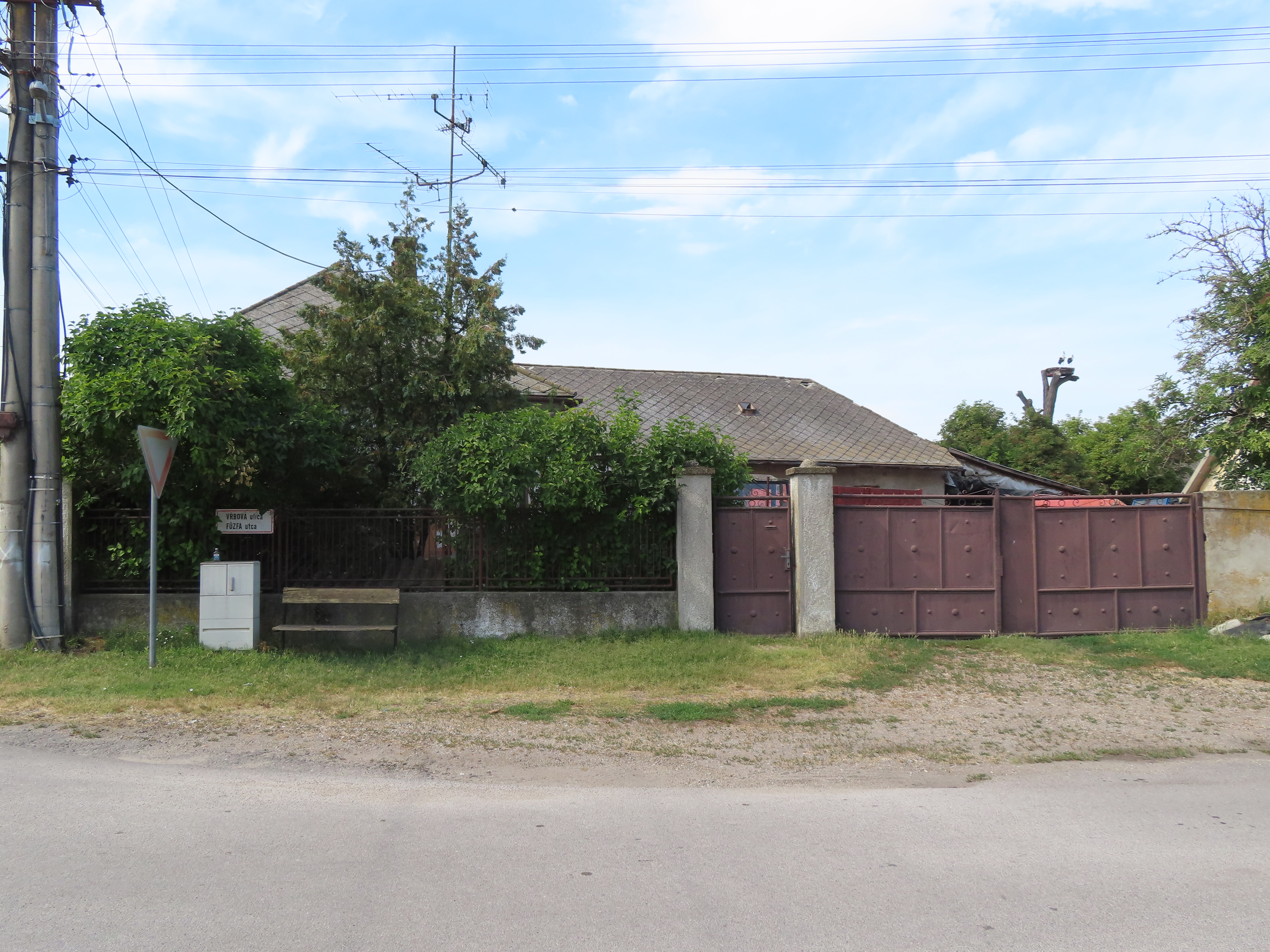

Alistálon két gólyafészket tartanak nyilván. 2013-ban 4, 2016-ban 2 fiókát számoltak össze.

## Nevének eredete
Nevét a hagyomány szerint az itteni királyi ménesek szálláshelyeiről, az istállókról kapta. 1948 és 1990 között Hroboňovo volt a hivatalos neve, Sámo Bohdan Hroboň (1820-1894) szlovák költőről és filozófusról volt elnevezve.

## Története
Első lakói a királyi ménesek csikósai, ellátói voltak. Oklevél 1111-ben említi először. Később csak 1260-ban szerepel egy 1400 körül hamisított okiratban. A 13. században királyi tárnokok tulajdona. Később királyi udvarnokokat is említenek. 1295-ben Szentgyörgyi Ábrahám ismét Csallóközi István fia László számára kéri Alistál birtokát.
A 15. század elején a pozsonyi képtalan pereskedik miatta a Szentgyörgyi család tagjaival, akik 1412-ben megosztoznak rajta. Később az alistáli nemesek hatalmaskodásai miatt 1439-ben és 1458-ban az óbudai apácákkal pereskednek. 1454-ben és 1507-ben a Bazini és Szentgyörgyi grófi család birtoka, akik 1518-ban a Várkonyiakkal pereskednek miatta, majd elzálogosítják nekik.
Az innen származó leghíresebb szobrot, az alistáli Madonnát az esztergomi Keresztény Múzeum 1940-ben vásárolta meg, ma is ott látható. A 16. században lakói református hitre tértek, 1615-re a Csallóköz legnagyobb református egyháza lett.
Vályi András szerint "ALISTÁL. Elegyes falu Poson Vármegyében, lakosai katolikusok, és reformátusok, fekszik a’ Csalóközben. Határbéli földgye ollyan minéműségű mint Felistálnak, harmadik Osztálybéli."
Fényes Elek szerint "Alistál, magyar falu, Pozson vgyében, Szerdahelytől délkeletre 2 órányira. Számlál 435 kath., 13 ev., 481 ref. lak. Ref. anyaszentegyház; sok rétjek, s legelőjök van; a kolompért nagyon termesztik. Ut. p. Somorja."
Pozsony vármegye monográfiája szerint "Alistál, magyar község 192 házzal és 1098 ev. ref. és róm. kath. vallású lakossal, a kik között az ev. reformátusok vannak túlsúlyban. Nevét többen onnan származtatják, hogy hajdan itt lettek volna a királyi istállók. Annyi tény, hogy egy 1268-as oklevél az innen egy órajárásnyira fekvő Szakálosról akként emlékszik meg, hogy ott voltak a királyi ménesek és ott laktak az istállómesterek. Alistálnak csak 1391-ben találjuk első írott nyomát. A néphagyomány azt tartja, hogy a község első telepsei a Lubinszky, Mady, Bozsaki, Ramocsay és Radványi családok voltak. A községhez tartozó dűlők közül a Péterháza és a Bödeháza nevűek régi birtokosok neveit látszanak megörökíteni. A mult század első felében a László család volt a földesura. A községben két templom van. A református templom késői gót stílű és a 15. században épült, a katholikus templom pedig 1786-ban. A mult század elején a községhez tartoztak: Belle, Hidvég, Karáb és Petény puszták. Ezek közül Belle puszta Billye néven már 1296-ban van említve, István fia László birtokaként. Most csak Hidvég puszta és Jázó major tartozik ide. A község körjegyzőségi székhely. Postája van, távírója és vasúti állomása pedig Felistál-Nyárasd."
A trianoni békeszerződésig Pozsony vármegye Dunaszerdahelyi járásához tartozott.

## Népessége
| Év:            | 1994. | 2004.   | 2014.   | 2024.   |
| -------------- | ----- | ------- | ------- | ------- |
| Emberek száma: | 1966  | 1942    | 1914    | 1928    |
| Eltérés:       |       | -1,22 % | -1,44 % | +0,73 % |

| Év:            | 2023. | 2024.   |
| -------------- | ----- | ------- |
| Emberek száma: | 1916  | 1928    |
| Eltérés:       |       | +0,62 % |

1910-ben 1043, túlnyomórészt magyar lakosa volt.
2001-ben 1962 lakosa volt, ebből 1848 magyar, 106 szlovák, 3 cseh és 5 egyéb.
2011-ben 1894 lakosából 1742 magyar és 134 szlovák volt.
2021-ben 1908 lakosából 1653 (+38) magyar, 198 (+27) szlovák, (+1) cigány, 6 egyéb és 51 ismeretlen nemzetiségű volt.

## Neves személyek
- Felistálon született 1573-ban Dávid Pál pécsi püspök.
- Itt születhetett 1630 körül Farkas Jakab református lelkész.
- Itt született 1921. április 19-én Boda Domokos gyermekgyógyász, egyetemi tanár, a szegedi Gyermekklinika igazgatója.
- Itt szolgált Karaffa János (1973-2021) szlovákiai magyar plébános.

## Nevezetességei
- Az alistáli vasútállomás
- Római katolikus templom
- 2022
- Az alistáli református templom
- 2022
- Világháborús emlékmű
- Zsidó temető
- Tűzoltószertár

- Szent Mártonnak szentelt római katolikus temploma 1450 körül, vagyis a 15. században épült késő gótikus stílusban. 1977-ben restaurálták, míg a tornyot 2004-ben újították fel.
- Református templomát a régi templom helyén építették a 20. század elején.
- Egykor zsinagógája is volt, de ezt 1945 után lebontották.
- Tájházában helytörténeti kiállítás látható.
- Az egykori tőzegbányák elöntött tavain található a Felvidék egyik legnagyobb, több száz egyedet számláló dankasirály fészkelőhelye.[12]

## Testvértelepülések
- Győrszentiván
- Biatorbágy
- Nagydobrony
- Csíkpálfalva
- Ludas
- Tárkány

## Önkormányzat
Alistál élén a polgármester (1990–1992 között Fazekas István,1992-1994 Bartalos Erzsébet, 1995-1998 Bartalos Erzsébet, 1999-2002 Fazekas István, 2003-2006 Fazekas István, 2007-2010 Németh Tibor, 2011-2014 Csóka Éva, 2015-2018 Horváth Tamás, 2019-2022 Horváth Tamás, 2022- Horváth Tamás) áll, a képviselőtestület 9 tagú.